# Linycus algericus
Linycus algericus är en stekelart som först beskrevs av Heinrich Habermehl 1917. 
Linycus algericus ingår i släktet Linycus och familjen brokparasitsteklar. Inga underarter finns listade i Catalogue of Life.